# Cordulecerus mexicanus
Cordulecerus mexicanus is een insect uit de familie van de vlinderhaften (Ascalaphidae), die tot de orde netvleugeligen (Neuroptera) behoort. 
Cordulecerus mexicanus is voor het eerst wetenschappelijk beschreven door Van der Weele in 1909.